# 阿德萊達皇后群島

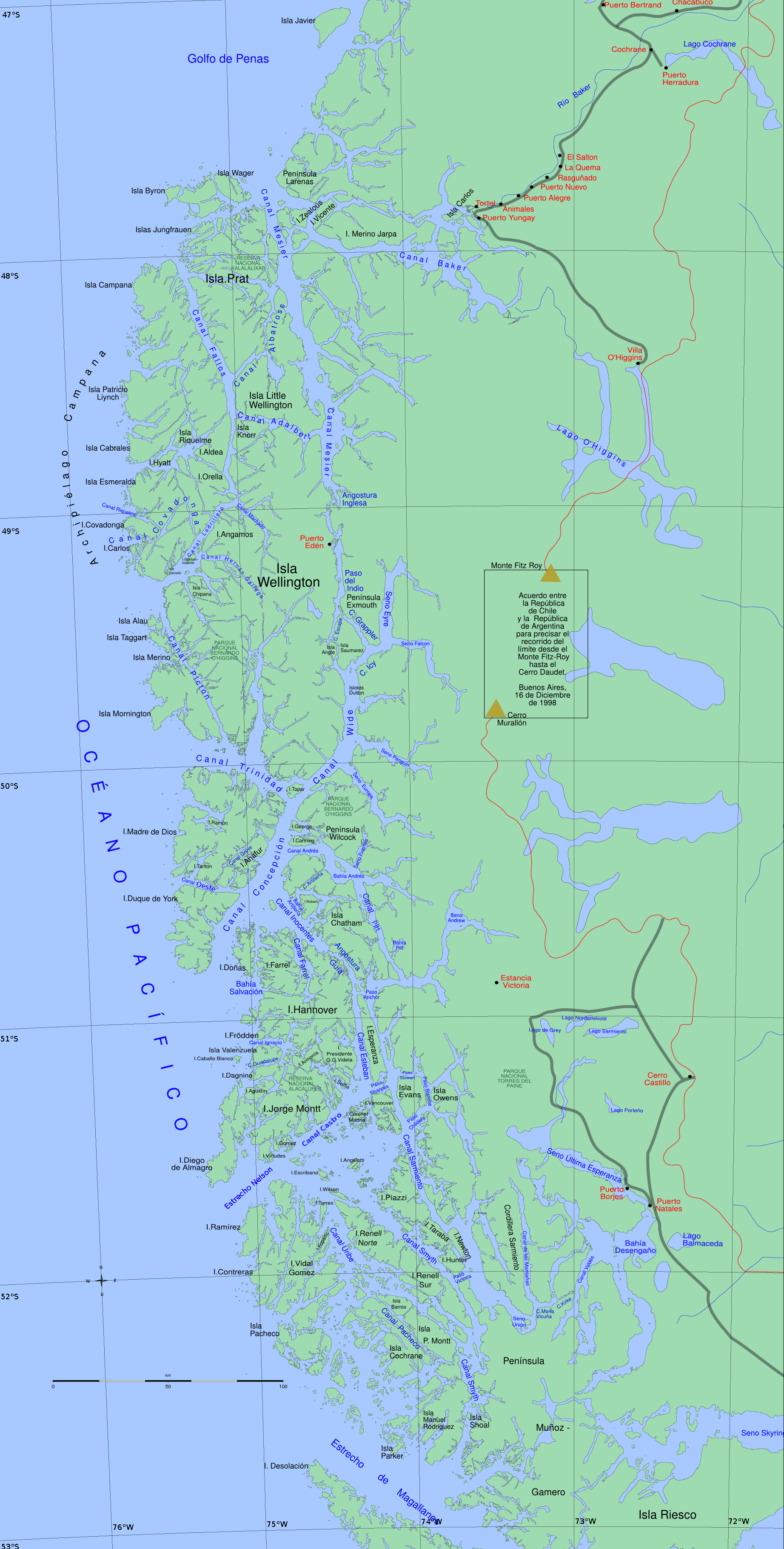

阿德萊達皇后群島是智利的群島，位於該國南部麥哲倫海峽以北的太平洋海域，由二千多座島嶼組成，行政方面由麥哲倫-智利南極大區負責管轄。
52°10′00″S 74°40′00″W / 52.1667°S 74.6667°W